# الهرد (خداآفرین)
الهرد یکی از روستاهای استان آذربایجان شرقی است که در دهستان منجوان غربی بخش منجوان شهرستان خداآفرین واقع شده‌است.

## جمعیت
ابن روستا متشکل از ۱۷ خانوار می‌باشد.